# Фермаунт (Колорадо)
Фермаунт (енгл. Fairmount) насељено је место без административног статуса у америчкој савезној држави Колорадо.

## Демографија
По попису из 2010. године број становника је 7.559.
| Група             | 2000.    | 2010.         |
| Белци             | 0 (0,0%) | 6.881 (91,0%) |
| Афроамериканци    | 0 (0,0%) | 16 (0,2%)     |
| Азијати           | 0 (0,0%) | 126 (1,7%)    |
| Хиспаноамериканци | 0 (0,0%) | 432 (5,7%)    |
| Укупно            | 0        | 7.559         |